# أغيليصور
الأغيليصور (الاسم العلمي: Agilisaurus)، جنس منقرض من ديناصورات طيرية الورك التي عاشت خلال العصر الجوراسي في شرق آسيا. طوله حوالي 1.2-1.7 م، وارتفاعه 0.6 م ووزنه 40 كجم. لديه أسنان على شكل ورق النبات التي تكيفت بشكل جيد مع احتكاك نظامه الغذائي القائم على النباتات.